# Гренихен
Гренихен (нем. Gränichen) — коммуна в Швейцарии, в кантоне Аргау.
Входит в состав округа Арау.  Население коммуны составляет 8625 человек (31 декабря 2023). Официальный код  —  4006.

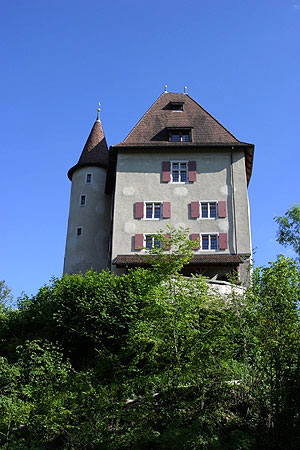
Замок

## Родились в Гренихене
- Вернер Арбер (3 июня, 1929) — швейцарский микробиолог и генетик, лауреат Нобелевской премии в области медицины и физиологии 1978 года.